# فهرست قنات‌های شهرستان سلطانیه
جدول زیر بر اساس آمار وزارت جهاد کشاورزی تهیه شده‌است. فهرست زیر قنات‌های شهرستان سلطانیه در استان زنجان را نشان می‌دهد.
| نام قنات        | موقعیت                    | نزدیک‌ترین روستا | طول قنات (متر) | تعداد میله چاه | عمق مادر چاه | دبی (لیتر بر ثانیه) | سطح زیر کشت (هکتار) |
| --------------- | ------------------------- | --------------- | -------------- | -------------- | ------------ | ------------------- | ------------------- |
| احمدی           | بخش مرکزی شهرستان سلطانیه | قلعه سلطانیه    | ۴۰۰            | ۰              | ۹            | ۲۱                  | ۳۰                  |
| بالاکهریز       | بخش مرکزی شهرستان سلطانیه | رحمت‌آباد        | ۱۵۰۰           | ۰              | ۱۳           | ۱۶                  | ۲۵                  |
| بهرام‌آباد       | بخش مرکزی شهرستان سلطانیه | بهرام‌آباد       | ۴۵۰            | ۰              | ۱۵           | ۲۰                  | ۲۰                  |
| حاج طاهر و شرکا | بخش مرکزی شهرستان سلطانیه | کبودکنبد        | ۲۵۰            | ۰              | ۱۵           | ۱۲                  | ۲۲                  |
| سرهنگ کهریزی    | بخش مرکزی شهرستان سلطانیه | طهماسب‌آباد      | ۷۰             | ۰              | ۵            | ۴٫۵                 | ۸                   |
| صادات کهریزی    | بخش مرکزی شهرستان سلطانیه | یوسف‌آباد        | ۱۶۰۰           | ۰              | ۱۴           | ۶                   | ۲۰                  |
| قملاخ کهریز     | بخش مرکزی شهرستان سلطانیه | قلعه سلطانیه    | ۲۵۰            | ۰              | ۱۵           | ۱۷                  | ۲۸                  |
| وردجان          | بخش مرکزی شهرستان سلطانیه | سلطانیه         | ۲۰۰۰           | ۰              | ۲۸           | ۲۵                  | ۳۰                  |
| وزیرکهریزی      | بخش مرکزی شهرستان سلطانیه | نیماور          | ۳۰۰            | ۰              | ۶            | ۴                   | ۱۰                  |
| کت بلاغی        | بخش مرکزی شهرستان سلطانیه | ویر             | ۱۰۰            | ۰              | ۵            | ۴                   | ۲۰                  |
| کت دره سی       | بخش مرکزی شهرستان سلطانیه | نیماور          | ۱۵۰۰           | ۰              | ۲۱           | ۱۲                  | ۱۸                  |
| کندکهریزی       | بخش مرکزی شهرستان سلطانیه | قیاسیه          | ۱۶۰            | ۰              | ۱۰           | ۸                   | ۱۰                  |
| کهریز           | بخش مرکزی شهرستان سلطانیه | صالح‌آباد        | ۱۴۰۰           | ۰              | ۱۲           | ۱۵                  | ۱۵                  |
| کهریز آقبلاغ    | بخش مرکزی شهرستان سلطانیه | چپدره           | ۳۰۰            | ۰              | ۶            | ۳                   | ۸                   |
| کهریز بالا      | بخش مرکزی شهرستان سلطانیه | محمودآباد       | ۱۰۰            | ۰              | ۷            | ۳                   | ۱۵                  |
| کهریز کند       | بخش مرکزی شهرستان سلطانیه | بوشلی           | ۱۵۰۰           | ۰              | ۱۲           | ۱۰                  | ۱۸                  |
| کهریزحسن‌آباد    | بخش مرکزی شهرستان سلطانیه | گوزلدره         | ۳۰۰            | ۰              | ۷            | ۳                   | ۸                   |
| کهریزعلی        | بخش مرکزی شهرستان سلطانیه | علی‌آباد         | ۲۰۰۰           | ۰              | ۱۴           | ۵                   | ۲۰                  |
| کهریزک          | بخش مرکزی شهرستان سلطانیه | قلعه سلطانیه    | ۹۰۰            | ۰              | ۱۶           | ۴۰                  | ۸۰                  |
| کپرت            | بخش مرکزی شهرستان سلطانیه | قلعه سلطانیه    | ۱۵۰۰           | ۰              | ۱۶           | ۴۰                  | ۴۴                  |
| گل تپه          | بخش مرکزی شهرستان سلطانیه | قلعه سلطانیه    | ۶۰۰            | ۰              | ۱۲           | ۱۵                  | ۲۵                  |
| گوزلدره         | بخش مرکزی شهرستان سلطانیه | قلعه سلطانیه    | ۳۵۰            | ۰              | ۶            | ۹                   | ۱۵                  |
| یوس کهریزی      | بخش مرکزی شهرستان سلطانیه | نیماور          | ۲۳۰            | ۰              | ۱۸           | ۵                   | ۱۰                  |
| یوسف‌آباد        | بخش مرکزی شهرستان سلطانیه | یوسف‌آباد        | ۸۳۰            | ۰              | ۱۴           | ۱۵                  | ۳۰                  |